# FreeVMS
FreeVMS is een vrije software kloon van VMS-besturingssysteem, gelicenseerd onder de voorwaarden van GNU General Public License. Per 2008 is het project in de begin stadium van ontwikkeling. De laatste versie is 0.4, uitgebracht op 19 november 2010.
Het bestaat uit een kernel (gepland om de POSIX-standaard te volgen) en een DCL-command line interpreter.

## Architectuur
In tegenstelling tot de traditionele architecturen van VMS-systemen — VAX, Alpha en IA-64 — ondersteunt FreeVMS alleen 32 bit-processoren.